# Marc Ferro
Marc Ferro (Paris, 24 de dezembro de 1924 - Saint-Germain-en-Laye, 21 de abril de 2021) foi um professor universitário e historiador francês da terceira geração da Escola dos Annales.

## Biografia
Formado em História, Marc Ferro foi um especialista em História contemporânea, designadamente da Primeira Grande Guerra e da Revolução Soviética. 
No inicio de sua carreira teve dificuldade de ingressar na carreira acadêmica, mas com ajuda de Fernand Braudel, um dos mais importantes historiadores da França, conseguiu mostrar sua importância ao mundo.
É um dos principais nomes da terceira geração da Escola dos Annales. Ferro ficou conhecido por ter sido o pioneiro, no universo historiográfico, a teorizar e aplicar o estudo da chamada relação cinema-história, no artigo «O filme: Uma contra-análise da sociedade?», publicado em 1971. Este trabalho, em versão portuguesa, pode, por exemplo, ser lido no terceiro volume da Fazer História, obra de metodologias dirigida por Jacques Le Goff e  Pierre Nora, publicada em Lisboa, pela Bertrand Editora.
Como acadêmico, foi co-diretor da revista Les Annales (Économies, Sociétés, Civilisations), ensinou na l’École polytechnique, foi diretor de estudos na IMSECO (Institut du Monde Soviétique et de l’Europe Central e Oriental), membro do Comitê de redação do Cahiers du monde russe et soviétique e professor visitante nos EUA, Canadá, Rússia e Brasil. 
Sua estada na Argélia, em pleno fervor revolucionário, também não pôde ser esquecida. De volta à França, ajudou a organizar comitês de solidariedade aos argelinos.
Em 1996, esteve no Brasil (Salvador-Bahia), participando de um simpósio internacional: A Guerra de Espanha e a relação cinema-história, organizado pela Oficina Cinema-História (UFBA).
Ferro morreu em 21 de abril de 2021, aos 96 anos de idade, em Saint-Germain-en-Laye.

## Textos
- A história vigiada. São Paulo: Martins Fontes, 1988.
- A Manipulação da História no Ensino e nos Meios de Comunicação. São Paulo: IBRASA, 1983.
- Cinema e história. Rio de janeiro: Paz e Terra, 1992.
- Cinquante idées qui ébranlent le monde. Dctionnaire de la glasnost (com Yuri Afanassiev). Paris: Payot, 1989.
- Comment on raconte l’histoire aux enfants à travers le monde entier. Paris: Payot, 1986 (trad. port. Falsificações da História).
- Des Soviets au communisme bureaucratique. Paris: Galimmard, 1980.
- Film et histoire  (obra coletiva). Paris: EHESS, 1985.
- Historia da colonização: das conquistas à independência (século XIII e XX). São Paulo: Companhia das Letras, 1996.
- História II Guerra Mundial. São Paulo: Ática, 1996.
- La Grande Guerre (1914-1918). Paris: Gallimard, 1990.
- La Révolution Russe de 1917. Paris: Fammarion, 1967.
- Les origines de la Perestroïka. Paris: Ramsay, 1990.
- L’information en uniforme. Paris: Ramsay, 1991.
- Nicolau II: o último czar. Liboa: Edições 70, 1990.
- O filme: uma contra-análise da sociedade?. In: LE GOFF, J., NORA, P. (Dir.). História: novos objetos. Rio de Janeiro: Livraria Francisco Alves, 1976. 3v.
- O Ocidente diante da Revolução Russa. São Paulo: Brasiliense, 1984.
- Pétain. Paris: Fayard, 1987.
- Révoltes, Révolutions, Cinéma. (co-autoria com Christian Delage e Beatrice Fleury-Vilatte). Paris: ECP, 1989.
- Suez. Bruzelas: Complexe, 1981.
- Os Tabus da História, 2002

## Filmes
- La Grande Guerre. 35 mm, 150 min., 1964.
- Lénine par Lénine. 35 mm, 39 mun., 1970.
- Une histoire de la médecine (com J-P Aron). 52 min., 1980.